# نزف الانغراس
نزف الانغراس هو كمية صغيرة من النزيف المهبلي يمكن أن تحدث في بداية الحمل بسبب البويضة المخصبة التي ترتبط بداخل الرحم.
ومع ذلك، لا يوجد أي دعم لفكرة أن الغرس ينتج نزيفًا مهبليًا. يعد كلًا من النزف والتبقيع شائعين خلال المرحلة الصفراوية من الدورة الشهرية وكذلك أثناء الحمل المبكر، ولأسباب لا علاقة لها بالانغراس.